# Oswegatchie (ville)
Pour les articles homonymes, voir Oswegatchie.
Oswegatchie est une ville américaine du Comté de St. Lawrence, dans l'État de New York. 
Au recensement de 2000, la population s'élevait à 4370 habitants.
Le Bureau du recensement des États-Unis indique une superficie de 184,9 km² pour Oswegatchie.
La ville est située à la confluence de la rivière Oswegatchie et du fleuve Saint-Laurent, face à la frontière avec le Canada.
La ville doit son nom à la tribu des Amérindiens Oswegatchie qui habitaient cet  endroit autrefois.
À l'époque de la Nouvelle-France, s'élevait le Fort de La Présentation en ce même lieu.